# Mignonne, allons voir si la rose…
Cet article concerne un essai. Pour le poème de Ronsard, voir Mignonne, allons voir si la rose.
Mignonne, allons voir si la rose… est un essai de François Cavanna portant sur la langue française paru en 1989. Son titre fait référence au poème Mignonne, allons voir si la rose du poète français Pierre de Ronsard.
L'auteur y défend sa conception de la langue française en s'appuyant sur différents thèmes, tous relatifs à l'emploi du français et à son apprentissage en évoquant notamment la réforme de l'orthographe, les anglicismes, l'orthographe et la poésie. Le ton y est volontairement polémique, colérique et comique et a reçu des critiques favorables dans la presse.

## Résumé

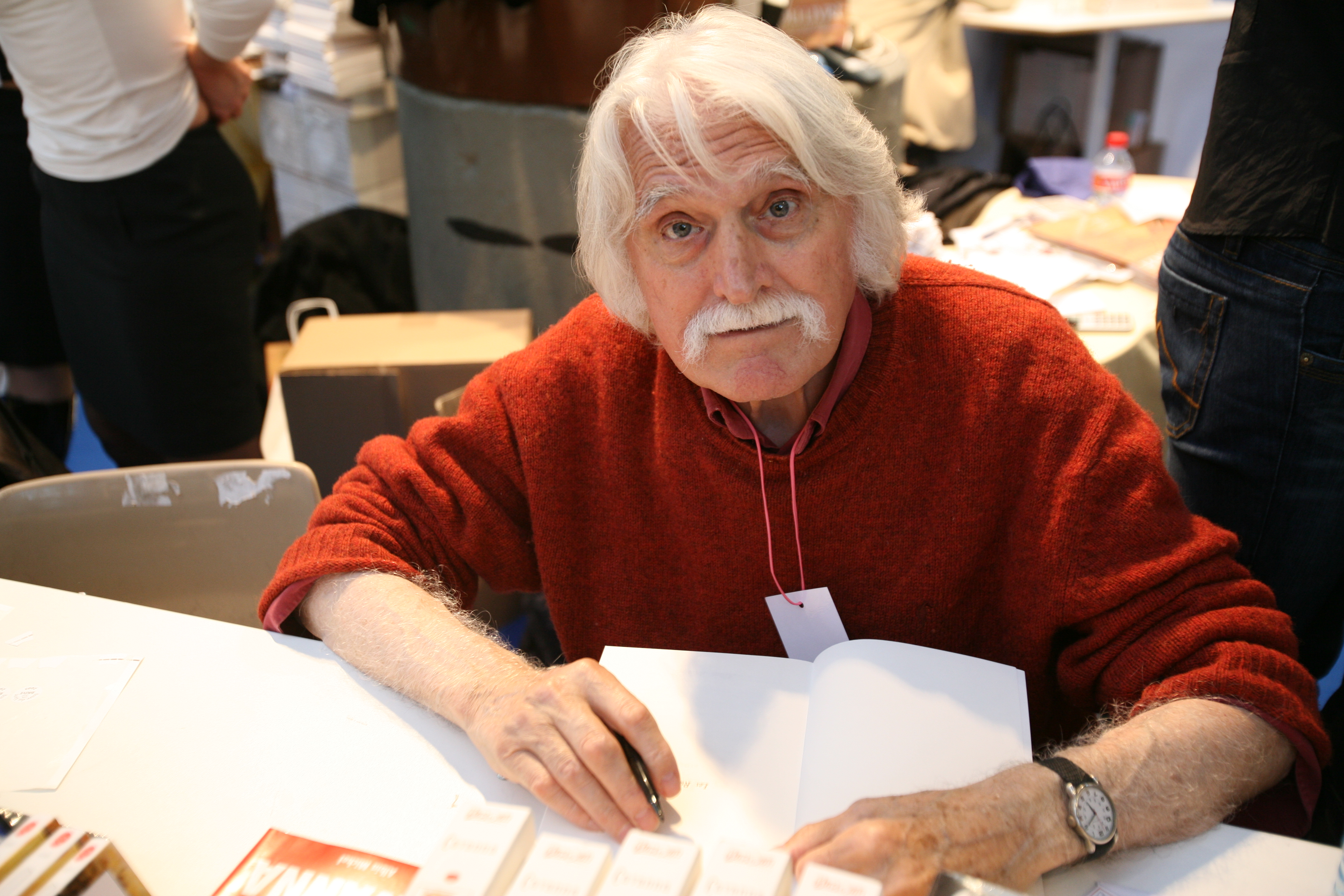
François Cavanna en 2005

L'auteur, écrivain et journaliste, d'origine italienne par son père, a vécu toute son enfance de façon très modeste dans un quartier ouvrier, tout en fréquentant l'école communale où il fut un très bon élève, doué pour la lecture et l'écriture. Celui-ci présente son ouvrage avec un avant-propos rédigé en ces termes
« 
Je voulais écrire un livre pour dire mon bonheur d'écrire, et d'écrire en français. Ç'aurait été un livre très construit, qui aurait commencé à la page 1 et aurait fini à la dernière page, ayant dit ce qu'il avait à dire et démontré ce qu'il s'était proposé de démontrer. Et puis... Comment cela s'est-il fait ? Ça n'a pas voulu s'arranger comme ça. Rien à faire. Peut-être parce que j'ai été journaliste trop longtemps et qu'au fond je le suis resté ? Ce que je vous propose se présente comme une série d'articles, de réflexions, de cris du cœur qui, tous, ont pour sujet la langue française et cet amour que nous avons l'un pour l'autre, elle et moi. Viens, mignonne. Allons voir si la rose... »
L'ouvrage présente diverses réflexions de l'auteur, évoquant sa jeunesse, son amour pour la langue française, l'orthographe, la ponctuation, la grammaire, le vocabulaire, la pratique de l'écriture, et l'importance de la culture pour tout être humain, quelles que soient sa condition et son origine.

## Critiques et évocations
Dans le quotidien et sur le site du Monde diplomatique, le journaliste et universitaire français Bernard Cassen présente ce livre comme « un cri du cœur, le cri d’un compagnon de la belle ouvrage, révolté par la mercantilisation » et défend le point de vue de l'auteur.
Le critique et journaliste français, Pierre Vavasseur évoque, dans Le Parisien, là aussi de façon très favorable, le livre et son auteur, à l'occasion de son passage dans un des derniers numéros de l'émission télévisée Bouillon de Culture sur la chaîne publique France 2 durant laquelle l'auteur revient évoquer cet ouvrage à l'occasion de sa réédition.
L'essayiste et haut fonctionnaire français Alfred Gilder, grand défenseur de la langue française, au travers de nombreux ouvrages, évoque l'essai de François Cavanna dans son livre Les 300 plus belles fautes à ne pas faire, au sujet du mot « Business »

## Éditions
Éditions Belfond ; 2001  (ISBN 9782714424112) et Le Livre de poche ; 2011.